# Bol'šoj Uluj (villaggio)
Bol'šoj Uluj (in russo Большой Улуй?) è un villaggio della Russia asiatica, situato nel Territorio di Krasnojarsk. È il centro amministrativo del distretto Bol'šeulujskij.
Si trova sulla riva destra del fiume Čulym, la parte sud-occidentale del villaggio si trova sulla riva destra del fiume Bol'šoj Uluj.